# Byl jednou jeden král…
Byl jednou jeden král… (littéralement en français Il était une fois un roi...), est un film de conte de fées tchècoslovaque de 1954 réalisé par Bořivoj Zeman. 
Colorisé et sonorisé, le film est une comédie de situation basée sur l'intrigue du conte de fées classique Sůl nad zlato (cs). L'intrigue est racontée d'une manière non conventionnelle, car elle est enrichie de situations humoristiques. Le rôle principal du roi est joué par Jan Werich, avec Vlasta Burian comme second dans le rôle de conseiller. Il s'agit de leur première rencontre devant une caméra. Pour Vlasta Burian, c'est son trente-septième film, et son premier et dernier film en couleur. Milena Dvorská, alors jeune lycéenne, obtient son premier grand rôle au cinéma dans le rôle de la princesse Maruška. Les paroles sont de Jaroslav Seifert. Le film est tourné dans des studios près de Třeboň et de Jindřichův Hradec.

## Synopsis
Le royaume de « Mon Royaume » est gouverné par le roi fier, stupide et vaniteux Moi I, qui a un conseiller nommé Atakdale. Le roi est veuf et a trois filles : Drahomíra, Zpěvanka et la plus jeune et la plus intelligente, Maruška. Puisqu'il veut prendre sa retraite, il veut confier le règne à l'une de ses filles, celle qui l'aime le plus. Quand ses filles lui demandent comment elles l'aiment, Drahomíra répond qu'elle l'aime comme de l'or, et Zpěvanka comme de l'or dans sa gorge. Maruška répond d'abord qu'elle l'aime autant qu'une fille peut aimer son père, mais sur l'insistance du roi, elle déclare finalement qu'elle l'aime comme du sel parce qu'elle a besoin de lui. Cela met le roi en colère et il bannit Maruška. La princesse exilée se retrouve avec une grand-mère magique qui l'accueille. Trois princes arrivent également au palais pour courtiser les princesses. Pour prouver à tout le monde, et surtout à Maruška, que le sel n'est qu'un minéral sans valeur, le roi fait emporter tout le sel de tout le royaume au château puis le détruit. La seule personne qui défie le roi est la veuve Kubátová, qui garde le sel.
Après des tentatives infructueuses de cuisiner sans sel, les courtisans et les princes fuient le royaume, auquel même les deux autres princesses ne montrent aucun intérêt. En chemin, les princes s'emparent du trésor royal, avec lequel le roi a tenté en vain d'acheter au moins un peu de sel à la veuve Kubátová. Les princes emportent d'abord ensemble le trésor du royaume, mais leur cupidité les monte les uns contre les autres et le trésor finit dans les marais. Le roi tombe également dans le marais et, avec la vision de sa mort prochaine, il examine sa conscience et se rend compte qu'il a injustement expulsé Maruška et qu'il a mal gouverné. Il sort du marais et a une chance de réparer les choses. Lorsque Maruška lui donne une salière contenant du sel qu'elle a reçu de sa grand-mère magique, la principale préoccupation du roi est de s'assurer qu'il y a suffisamment de sel pour tout le monde dans le royaume. Cependant, le marais salant magique est sans fond, il y a donc suffisamment de sel pour tout le monde. Maruška épouse un pêcheur rencontré pendant son exil, Drahomír le jardinier et Zpěvanka la joueuse de cornemuse. Le roi épouse la veuve Kubátová et ne prend pas encore sa retraite. Parmi les tâches du conseiller d'Atakdale figure également la prise en charge des jeunes enfants de la famille royale.

## Distribution
- Jan Werich : le roi Moi I
- Vlasta Burian : le conseiller Atakdale
- Milena Dvorská : la Princesse Maruska
- Irena Kačírková (cs) : la Princesse Drahomíra
- Stella Májová (cs) : la Princesse Songbird
- František Černý : le cuisiner
- Lubomír Lipský (cs) : le prince courageux, fils de Děloslav VIII.
- Miloš Kopecký (cs) : le prince intelligent
- Miroslav Horníček (cs) : le Prince Charmant, fils d'Albâtre XVI.
- Terezie Brzková (cs) : vieille femme cultivatrice d'épices
- Zdeněk Dítě (cs) : le jardinier
- Josef Pehr : le cornemuseur
- Vladimír Ráž (cs) : le pêcheur
- Marie Glázrová (cs) : la veuve Kubátová, seconde épouse du roi
- Fanda Mrázek (cs) : l'agent des douanes Martinek
- František Hanus (cs) : le tapissier
- Gustav Hrdlicka : le vitrier
- Eman Fiala (cs) : le tailleur
- Vladimir Klemens : le	conducteur